# Penyes de Can Verdera
Les Penyes de Can Verdera és una muntanya de 529 metres que es troba al municipi de Mediona, a la comarca de l'Alt Penedès.